# Ankerplaat
Een ankerplaat is een onderdeel van een grondkerende constructie.
De plaat zorgt ervoor dat het bevestigingsmiddel van de constructie, veelal een ankerstang, een punt heeft waar deze zijn kracht kan afdragen aan het omliggende grondlichaam. Een ankerplaat wordt veelal gebruikt in combinatie met een ankerstang en heeft een brede toepassing in grondkerende constructies. Het principe van een ankerplaat is dat deze een soort contragewicht is voor een damwand of een andere grondkerende constructie. De ankerstang wordt bevestigd aan de ankerplaat en deze blijft op zijn plaats door de tegenwerkende gronddruk. Het bezwijken van het grondlichaam dat de ankerplaat keert is afhankelijk van de uitgeoefende druk door de ankerstang, het oppervlak van de ankerplaat, de materiaaleigenschappen van de plaat en de eigenschappen van de kerende grond.